# دريس إهليلجي
دِرِّيس إهليلجي أو الدريس هو نوع من النباتات البقولية في جنس دريس من جنوب شرق آسيا وجزر جنوب غرب المحيط الهادئ ، بما في ذلك غينيا الجديدة.